# Villemareuil
Villemareuil est une commune française située dans le département de Seine-et-Marne en région Île-de-France.

## Géographie

### Localisation

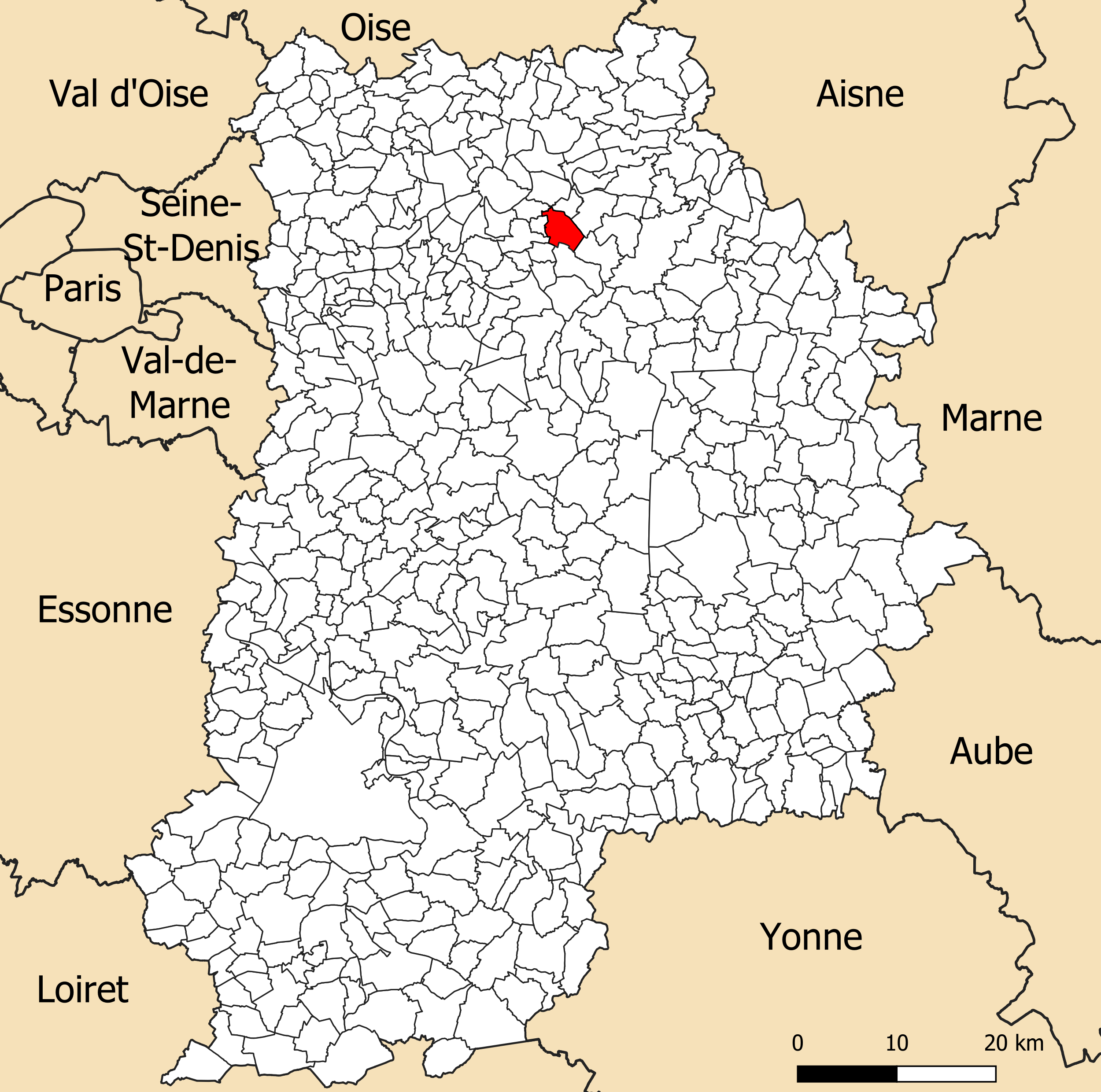
Localisation de la commune de Villemareuil dans le département de Seine-et-Marne.

Le village est situé à 10 km au sud-est de Meaux et à 11 km au nord-est de Crécy-la-Chapelle.

### Communes limitrophes
| Fublaines              | Trilport        | Montceaux-les-Meaux, Saint-Jean-les-Deux-Jumeaux |
| Saint-Fiacre, Boutigny | Villemareuil    |                                                  |
| Vaucourtois            | La Haute-Maison | Pierre-Levée                                     |

### Hydrographie

#### Réseau hydrographique

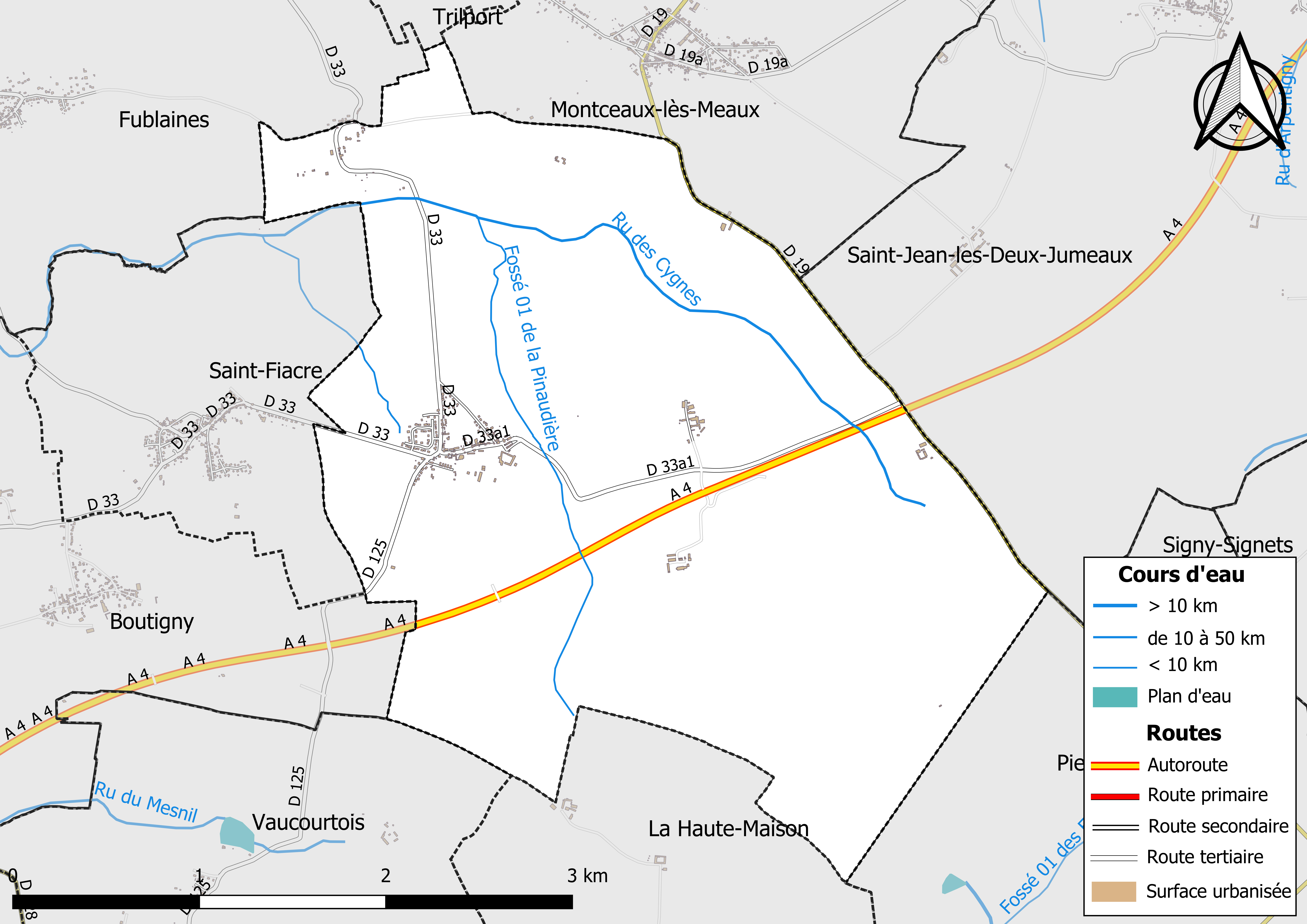
Carte des réseaux hydrographique et routier de Villemareuil.

Le réseau hydrographique de la commune se compose de trois cours d'eau référencés :
- le ru des Cygnes, long de 9,72 km[1], affluent de la Marne ;
  - le cours d'eau 01 de la commune de Saint-Fiacre, long de 1,41 km[2], et ;
  - le fossé 01 de la Pinaudière, long de 3,09 km[3], affluents du ru des Cygnes.

Par ailleurs, son territoire est également traversé par l’aqueduc de la Dhuis.
La longueur totale des cours d'eau sur la commune est de 7,88 km.

#### Gestion des cours d'eau
Afin d’atteindre le bon état des eaux imposé par la Directive-cadre sur l'eau du 23 octobre 2000, plusieurs outils de gestion intégrée s’articulent à différentes échelles : le SDAGE, à l’échelle du bassin hydrographique, et le SAGE, à l’échelle locale. Ce dernier fixe les objectifs généraux d’utilisation, de mise en valeur et de protection quantitative et qualitative des ressources en eau superficielle et souterraine. Le département de Seine-et-Marne est couvert par six SAGE, au sein du bassin Seine-Normandie.
La commune fait partie du SAGE « Petit et Grand Morin », approuvé le 21 octobre 2016. Le territoire de ce SAGE comprend les bassins du Petit Morin (630 km2) et du Grand Morin (1 185 km2). Le pilotage et l’animation du SAGE sont assurés par le syndicat mixte d'aménagement et de gestion des Eaux (SMAGE) des 2 Morin, qualifié de « structure porteuse ».

### Climat
Pour des articles plus généraux, voir Climat de l'Île-de-France et Climat de Seine-et-Marne.
En 2010, le climat de la commune est de type climat océanique dégradé des plaines du Centre et du Nord, selon une étude du CNRS s'appuyant sur une série de données couvrant la période 1971-2000. En 2020, Météo-France publie une typologie des climats de la France métropolitaine dans laquelle la commune est exposée à un climat océanique altéré et est dans la région climatique Nord-est du bassin Parisien, caractérisée par un ensoleillement médiocre, une pluviométrie moyenne régulièrement répartie au cours de l’année et un hiver froid (3 °C).
Pour la période 1971-2000, la température annuelle moyenne est de 10,5 °C, avec une amplitude thermique annuelle de 15,2 °C. Le cumul annuel moyen de précipitations est de 718 mm, avec 11,5 jours de précipitations en janvier et 8,4 jours en juillet. Pour la période 1991-2020, la température moyenne annuelle observée sur la station météorologique la plus proche, située sur la commune de Changis-sur-Marne à 5 km à vol d'oiseau, est de 11,9 °C et le cumul annuel moyen de précipitations est de 710,1 mm,. Pour l'avenir, les paramètres climatiques de la commune estimés pour 2050 selon différents scénarios d'émission de gaz à effet de serre sont consultables sur un site dédié publié par Météo-France en novembre 2022.
| Mois                                  | jan.            | fév.           | mars          | avril         | mai           | juin          | jui.          | août          | sep.          | oct.          | nov.             | déc.          | année      |
| ------------------------------------- | --------------- | -------------- | ------------- | ------------- | ------------- | ------------- | ------------- | ------------- | ------------- | ------------- | ---------------- | ------------- | ---------- |
| Température minimale moyenne (°C)     | 2               | 1,9            | 3,5           | 5,8           | 9,2           | 12,3          | 14            | 13,7          | 10,9          | 8,7           | 4,9              | 2,6           | 7,5        |
| Température moyenne (°C)              | 4,6             | 5,2            | 8             | 11,2          | 14,6          | 17,9          | 19,9          | 19,7          | 16,5          | 12,7          | 7,9              | 5,2           | 11,9       |
| Température maximale moyenne (°C)     | 7,1             | 8,5            | 12,5          | 16,6          | 20            | 23,5          | 25,8          | 25,7          | 22            | 16,8          | 10,9             | 7,7           | 16,4       |
| Record de froid (°C) date du record   | −14,2 07.01.09  | −11,5 07.02.12 | −9,6 01.03.05 | −4,8 08.04.03 | −0,5 06.05.19 | 2,4 04.06.01  | 6,8 31.07.15  | 5,9 26.08.18  | 1,8 30.09.18  | −2,7 24.10.03 | −10,4 24.11.1998 | −8,9 26.12.10 | −14,2 2009 |
| Record de chaleur (°C) date du record | 16,7 05.01.1999 | 20,8 27.02.19  | 25,5 31.03.21 | 29,1 20.04.18 | 32 28.05.17   | 36,4 21.06.17 | 42,2 25.07.19 | 40,1 07.08.03 | 35,8 09.09.23 | 29 02.10.23   | 22,8 07.11.15    | 18 07.12.00   | 42,2 2019  |
| Précipitations (mm)                   | 56,1            | 53,2           | 54,1          | 44,2          | 65,6          | 59,2          | 64,9          | 67,5          | 50,4          | 61,6          | 58,8             | 74,5          | 710,1      |

### Milieux naturels et biodiversité

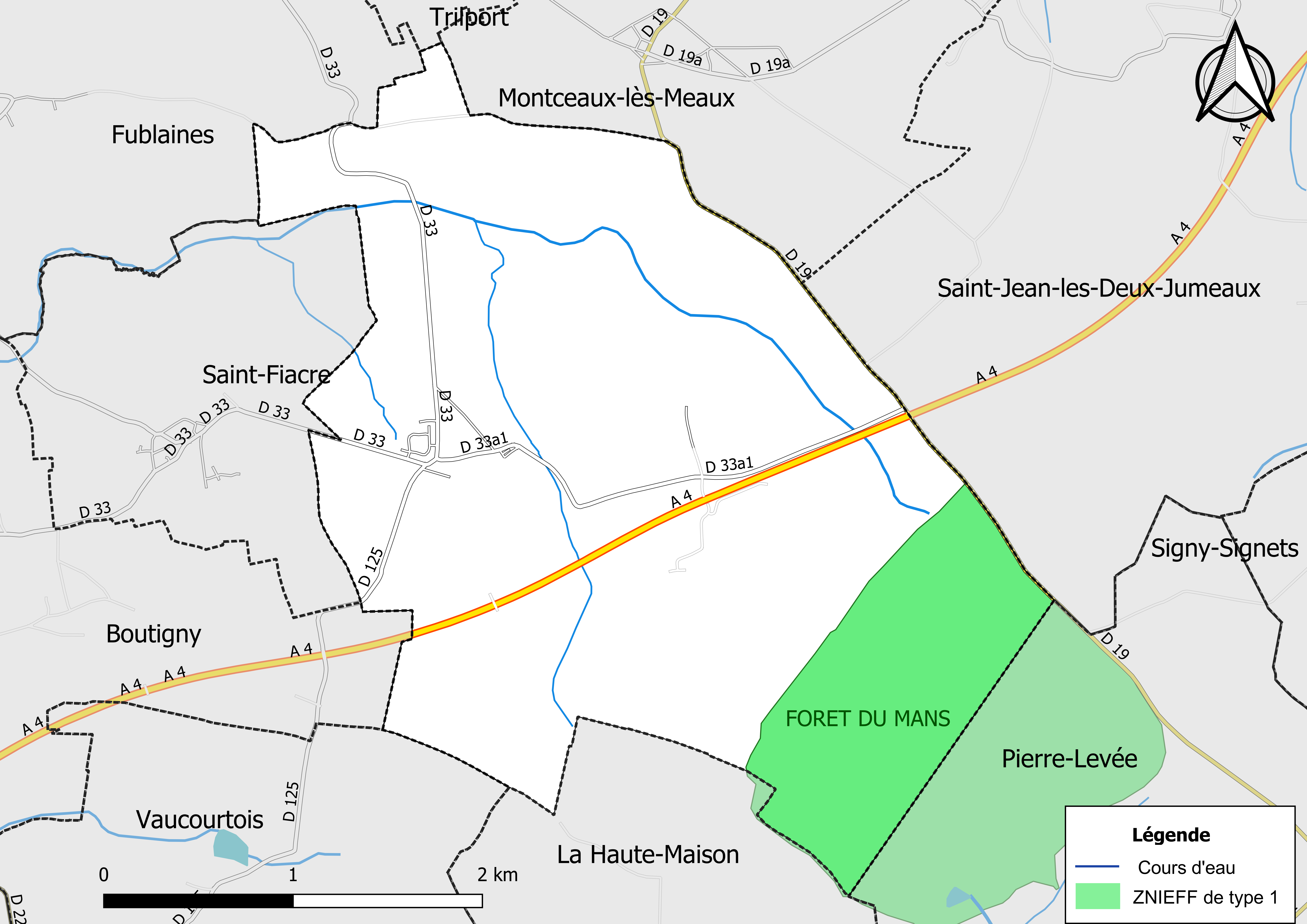
Carte des ZNIEFF de type 1 localisées sur la commune.

L’inventaire des zones naturelles d'intérêt écologique, faunistique et floristique (ZNIEFF) a pour objectif de réaliser une couverture des zones les plus intéressantes sur le plan écologique, essentiellement dans la perspective d’améliorer la connaissance du patrimoine naturel national et de fournir aux différents décideurs un outil d’aide à la prise en compte de l’environnement dans l’aménagement du territoire.
Le territoire communal de Villemareuil comprend une ZNIEFF de type 1,,, 
la « forêt du Mans » (317,34 ha), couvrant 2 communes du département.

## Urbanisme

### Typologie
Au 1er janvier 2024, Villemareuil est catégorisée ceinture urbaine, selon la nouvelle grille communale de densité à sept niveaux définie par l'Insee en 2022.
Elle est située hors unité urbaine. Par ailleurs la commune fait partie de l'aire d'attraction de Paris, dont elle est une commune de la couronne,. Cette aire regroupe 1 929 communes,.

### Lieux-dits et écarts
La commune compte 32 lieux-dits administratifs répertoriés consultables ici dont Brinche (château), Fontaine Saint-Fiacre (fontaine).

### Occupation des sols
L'occupation des sols de la commune, telle qu'elle ressort de la base de données européenne d’occupation biophysique des sols Corine Land Cover (CLC), est marquée par l'importance des territoires agricoles (75,6 % en 2018), une proportion identique à celle de 1990 (75,6 %). La répartition détaillée en 2018 est la suivante : 
terres arables (67,9% ), milieux à végétation arbustive et/ou herbacée (11% ), forêts (10,9% ), prairies (5% ), zones agricoles hétérogènes (2,7% ), zones urbanisées (2,5 %).
Parallèlement, L'Institut Paris Région, agence d'urbanisme de la région Île-de-France, a mis en place un inventaire numérique de l'occupation du sol de l'Île-de-France, dénommé le MOS (Mode d'occupation du sol), actualisé régulièrement depuis sa première édition en 1982. Réalisé à partir de photos aériennes, le Mos distingue les espaces naturels, agricoles et forestiers mais aussi les espaces urbains (habitat, infrastructures, équipements, activités économiques, etc.) selon une classification pouvant aller jusqu'à 81 postes, différente de celle de Corine Land Cover,,. L'Institut met également à disposition des outils permettant de visualiser par photo aérienne l'évolution de l'occupation des sols de la commune entre 1949 et 2018.

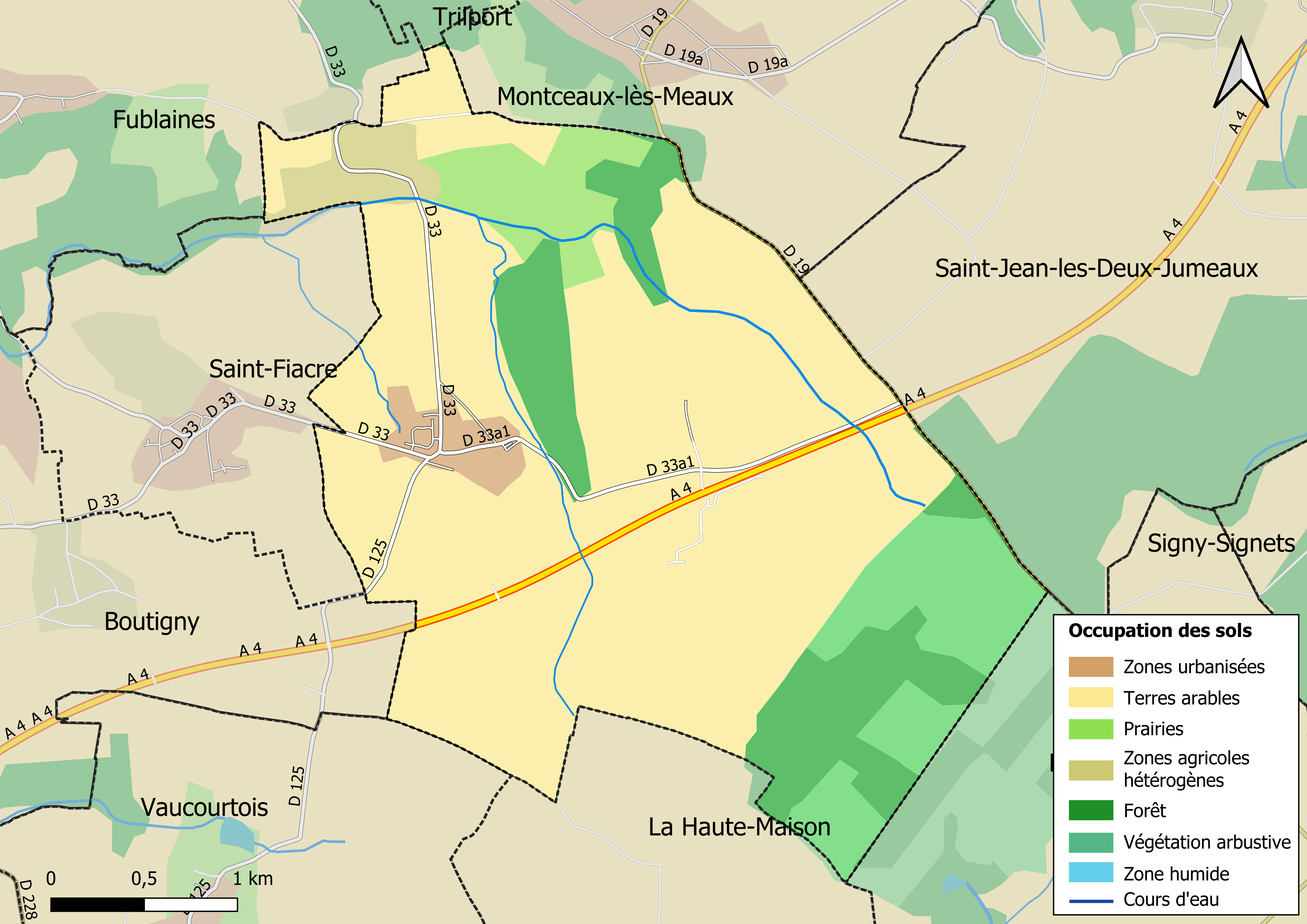
Carte des infrastructures et de l'occupation des sols en 2018 (CLC) de la commune.
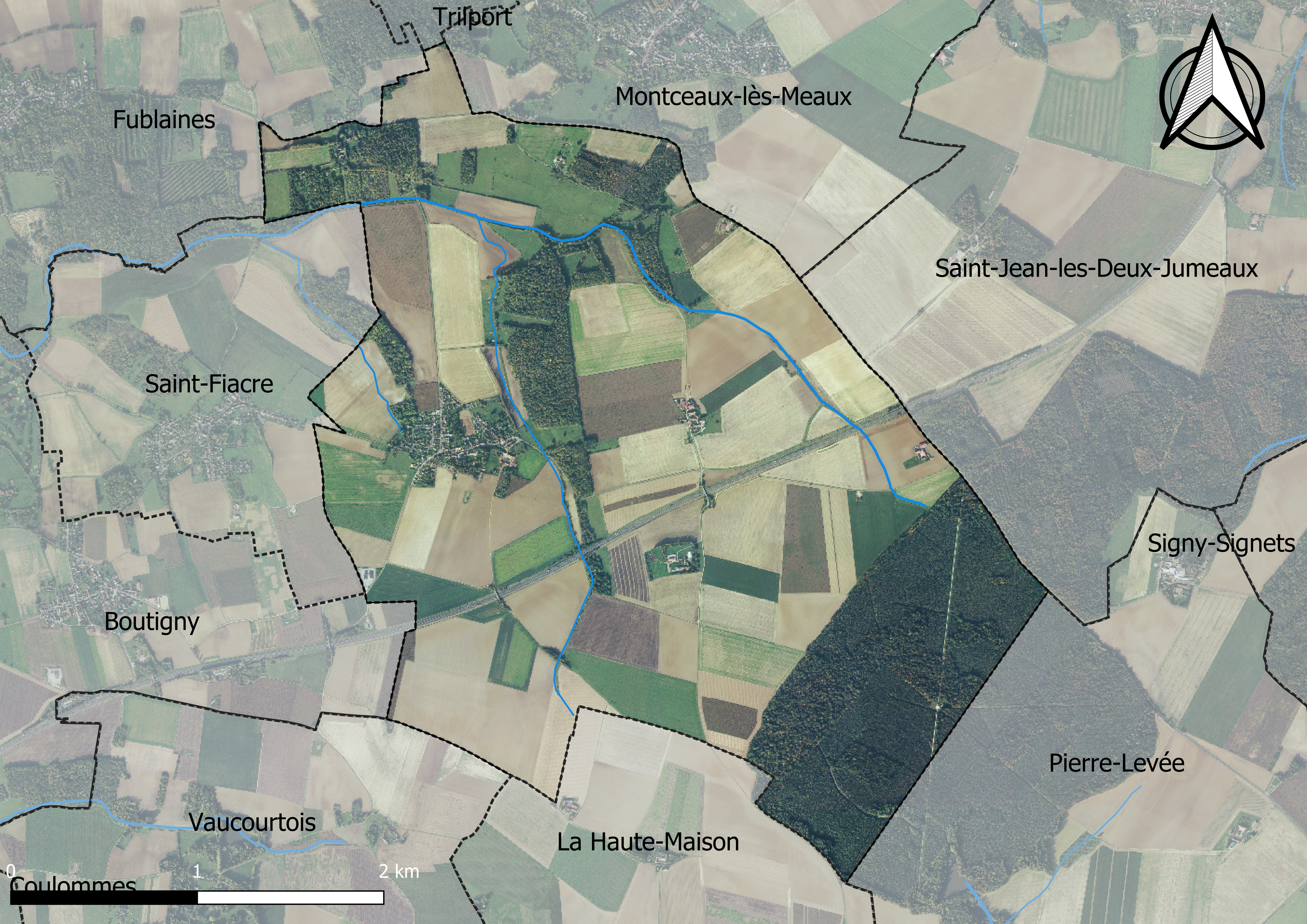
Carte orhophotogrammétrique de la commune.

### Planification
La loi SRU du 13 décembre 2000 a incité les communes à se regrouper au sein d’un établissement public, pour déterminer les partis d’aménagement de l’espace au sein d’un SCoT, un document d’orientation stratégique des politiques publiques à une grande échelle et à un horizon de 20 ans et s'imposant aux documents d'urbanisme locaux, les PLU (Plan local d'urbanisme). La commune est dans le territoire du SCOT Pays créçois, approuvé le 18 décembre 2019.
La commune disposait en 2019 d'un plan local d'urbanisme approuvé. Le zonage réglementaire et le règlement associé peuvent être consultés sur le Géoportail de l'urbanisme.

### Logement
En 2016, le nombre total de logements dans la commune était de 139 dont 98,6 % de maisons et 1,4 % d'appartements.
Parmi ces logements, 98,6 % étaient des résidences principales et 1,4 % des logements vacants.
La part des ménages fiscaux propriétaires de leur résidence principale s'élevait à 90,5 % contre 8,8 % de locataires et 0,7 % logés gratuitement.

### Voies de communication et transports

#### Transports
La commune est desservie par la ligne No 21 du Réseau de bus Meaux et Ourcq.

## Toponymie
Le toponyme Mareuil se rencontre sur pratiquement toute l’étendue du territoire français. C’est parfaitement naturel pour un nom issu d’une expression gauloise : maro-ialo, « grande clairière ».

## Politique et administration

### Liste des maires
| Période                                  | Période  | Identité              | Étiquette | Qualité                              |
| ---------------------------------------- | -------- | --------------------- | --------- | ------------------------------------ |
| 1871                                     | 1874     | Auguste Copeau        |           |                                      |
| 1879                                     | 1919     | Charles Auguste Avene |           |                                      |
| 1919                                     | 1925     | Maximin Maillard      |           |                                      |
| 1925                                     | 1947     | Baptiste Boussugues   |           |                                      |
| 1947                                     | 1952     | Arthur Maillard       |           |                                      |
| 1952                                     | 1953     | Lucien Moinet         |           |                                      |
| 1953                                     | 1977     | Raymond Dhordain      |           |                                      |
| 1977                                     | 1989     | Marc Guillot          |           |                                      |
| 1989                                     | 2014     | Bernard Philippot     |           |                                      |
| 2014                                     | En cours | Didier Tassin         |           | Anciennes professions intermédiaires |
| Les données manquantes sont à compléter. |          |                       |           |                                      |

### Jumelages
La ville de Villemareuil n'est jumelée à aucune commune.

## Équipements et services

### Eau et assainissement
L’organisation de la distribution de l’eau potable, de la collecte et du traitement des eaux usées et pluviales relève des communes. La loi NOTRe de 2015 a accru le rôle des EPCI à fiscalité propre en leur transférant cette compétence. Ce transfert devait en principe être effectif au 1er janvier 2020, mais la loi Ferrand-Fesneau du 3 août 2018 a introduit la possibilité d’un report de ce transfert au 1er janvier 2026,.

#### Assainissement des eaux usées
En 2020, la gestion du service d'assainissement collectif de la commune de Villemareuil est assurée par  le SMAAEP de Crécy_Boutigny et Environs pour la collecte, le transport et la dépollution. Ce service est géré en délégation par une entreprise privée, dont le contrat arrive à échéance le 31 décembre 2024,,.
L’assainissement non collectif (ANC) désigne les installations individuelles de traitement des eaux domestiques qui ne sont pas desservies par un réseau public de collecte des eaux usées et qui doivent en conséquence traiter elles-mêmes leurs eaux usées avant de les rejeter dans le milieu naturel. Le SMAAEP de Crécy_Boutigny et Environs assure pour le compte de la commune le service public d'assainissement non collectif (SPANC), qui a pour mission de vérifier la bonne exécution des travaux de réalisation et de réhabilitation, ainsi que le bon fonctionnement et l’entretien des installations,.

#### Eau potable
En 2020, l'alimentation en eau potable est assurée par  le SMAAEP de Crécy_Boutigny et Environs qui en a délégué la gestion à la SAUR, dont le contrat expire le 31 décembre 2024,,.
Les nappes de Beauce et du Champigny sont classées en zone de répartition des eaux (ZRE), signifiant un déséquilibre entre les besoins en eau et la ressource disponible. Le changement climatique est susceptible d’aggraver ce déséquilibre. Ainsi afin de renforcer la garantie d’une distribution d’une eau de qualité en permanence sur le territoire du département, le troisième Plan départemental de l’eau signé, le 3 octobre 2017, contient un plan d’actions afin d’assurer avec priorisation la sécurisation de l’alimentation en eau potable des Seine-et-Marnais. A cette fin a été préparé et publié en décembre 2020 un schéma départemental d’alimentation en eau potable de secours dans lequel huit secteurs prioritaires sont définis. La commune fait partie du secteur Meaux.

## Population et société

### Démographie
L'évolution du nombre d'habitants est connue à travers les recensements de la population effectués dans la commune depuis 1793. Pour les communes de moins de 10 000 habitants, une enquête de recensement portant sur toute la population est réalisée tous les cinq ans, les populations de référence des années intermédiaires étant quant à elles estimées par interpolation ou extrapolation. Pour la commune, le premier recensement exhaustif entrant dans le cadre du nouveau dispositif a été réalisé en 2004.

En 2022, la commune comptait 383 habitants, en évolution de −7,71 % par rapport à 2016 (Seine-et-Marne : +3,92 %, France hors Mayotte : +2,11 %).
| 1793 | 1800 | 1806 | 1821 | 1831 | 1836 | 1841 | 1846 | 1851 |
| ---- | ---- | ---- | ---- | ---- | ---- | ---- | ---- | ---- |
| 224  | 236  | 219  | 222  | 224  | 225  | 226  | 213  | 223  |

| 1856 | 1861 | 1866 | 1872 | 1876 | 1881 | 1886 | 1891 | 1896 |
| ---- | ---- | ---- | ---- | ---- | ---- | ---- | ---- | ---- |
| 246  | 230  | 237  | 217  | 239  | 206  | 233  | 237  | 215  |

| 1901 | 1906 | 1911 | 1921 | 1926 | 1931 | 1936 | 1946 | 1954 |
| ---- | ---- | ---- | ---- | ---- | ---- | ---- | ---- | ---- |
| 218  | 226  | 211  | 194  | 183  | 174  | 190  | 188  | 167  |

| 1962 | 1968 | 1975 | 1982 | 1990 | 1999 | 2004 | 2006 | 2009 |
| ---- | ---- | ---- | ---- | ---- | ---- | ---- | ---- | ---- |
| 149  | 156  | 166  | 305  | 337  | 352  | 369  | 370  | 390  |

| 2014 | 2019 | 2022 | - | - | - | - | - | - |
| ---- | ---- | ---- | - | - | - | - | - | - |
| 408  | 385  | 383  | - | - | - | - | - | - |

### Éducation
Pour faire face à l'augmentation récente de population, une école a été inaugurée à Villemareuil avec deux classes en début d'année 2008.

### Manifestations culturelles et festivités
- Cérémonie religieuse en l'honneur de saint Fiacre, et procession annuelle du village voisin de Saint-Fiacre à la fontaine éponyme suivant le « chemin de Saint Fiacre » : le dimanche qui suit la 30 août[43].

## Économie

### Revenus de la population et fiscalité
En 2018, le nombre de ménages fiscaux de la commune était de 135, représentant 399 personnes et la  médiane du revenu disponible par unité de consommation  de 27 080 euros.

### Emploi
En 2017 , le nombre total d’emplois dans la zone était de 34, occupant 190 actifs  résidants.
Le taux d'activité de la population (actifs ayant un emploi) âgée de 15 à 64 ans s'élevait à 70,2 % contre un taux de chômage de 7,8 %.
Les 22 % d’inactifs se répartissent de la façon suivante : 9,8 % d’étudiants et stagiaires non rémunérés, 8,2 % de retraités ou préretraités et 3,9 % pour les autres inactifs.

### Secteurs d'activité

#### Entreprises et commerces
En 2018, le nombre d'établissements actifs était de 14 dont 
1 dans l’industrie manufacturière, industries extractives et autres, 6 dans la construction, 3 dans le commerce de gros et de détail, transports, hébergement et restauration, 3 dans les activités spécialisées, scientifiques et techniques et activités de services administratifs et de soutien, et 1  était relatif aux autres activités de services.
En 2019, 3 entreprises ont été créées sur le territoire de la commune, dont 2 individuelles.
Au 1er janvier 2021, la commune ne disposait pas d’hôtel et de terrain de camping.

#### Agriculture
Villemareuil est dans la petite région agricole dénommée la « Brie laitière » (anciennement Brie des étangs), une partie de la Brie à l'est de Coulommiers. En 2010, l'orientation technico-économique de l'agriculture sur la commune est la polyculture et le polyélevage.
Si la productivité agricole de la Seine-et-Marne se situe dans le peloton de tête des départements français, le département enregistre un double phénomène de disparition des terres cultivables (près de 2 000 ha par an dans les années 1980, moins dans les années 2000) et de réduction d'environ 30 % du nombre d'agriculteurs dans les années 2010. Cette tendance se retrouve au niveau de la commune où le nombre d’exploitations est passé de 9 en 1988 à 8 en 2010. Parallèlement, la taille de ces exploitations diminue, passant de 79 ha en 1988 à 70 ha en 2010.
Le tableau ci-dessous présente les principales caractéristiques des exploitations agricoles de Villemareuil, observées sur une période de 22 ans : 
|                                      | 1988 | 2000 | 2010 |
| ------------------------------------ | ---- | ---- | ---- |
| Dimension économique,                |      |      |      |
| Nombre d’exploitations (u)           | 9    | 8    | 8    |
| Travail (UTA)                        | 22   | 18   | 16   |
| Surface agricole utilisée (ha)       | 712  | 555  | 557  |
| Cultures                             |      |      |      |
| Terres labourables (ha)              | 661  | 525  | 530  |
| Céréales (ha)                        | 428  | s    | 336  |
| dont blé tendre (ha)                 | 282  | 224  | s    |
| dont maïs-grain et maïs-semence (ha) | 99   | 69   | s    |
| Tournesol (ha)                       | 0    |      |      |
| Colza et navette (ha)                | 55   | s    | s    |
| Élevage                              |      |      |      |
| Cheptel (UGBTA)                      | 239  | 299  | 341  |

## Culture locale et patrimoine

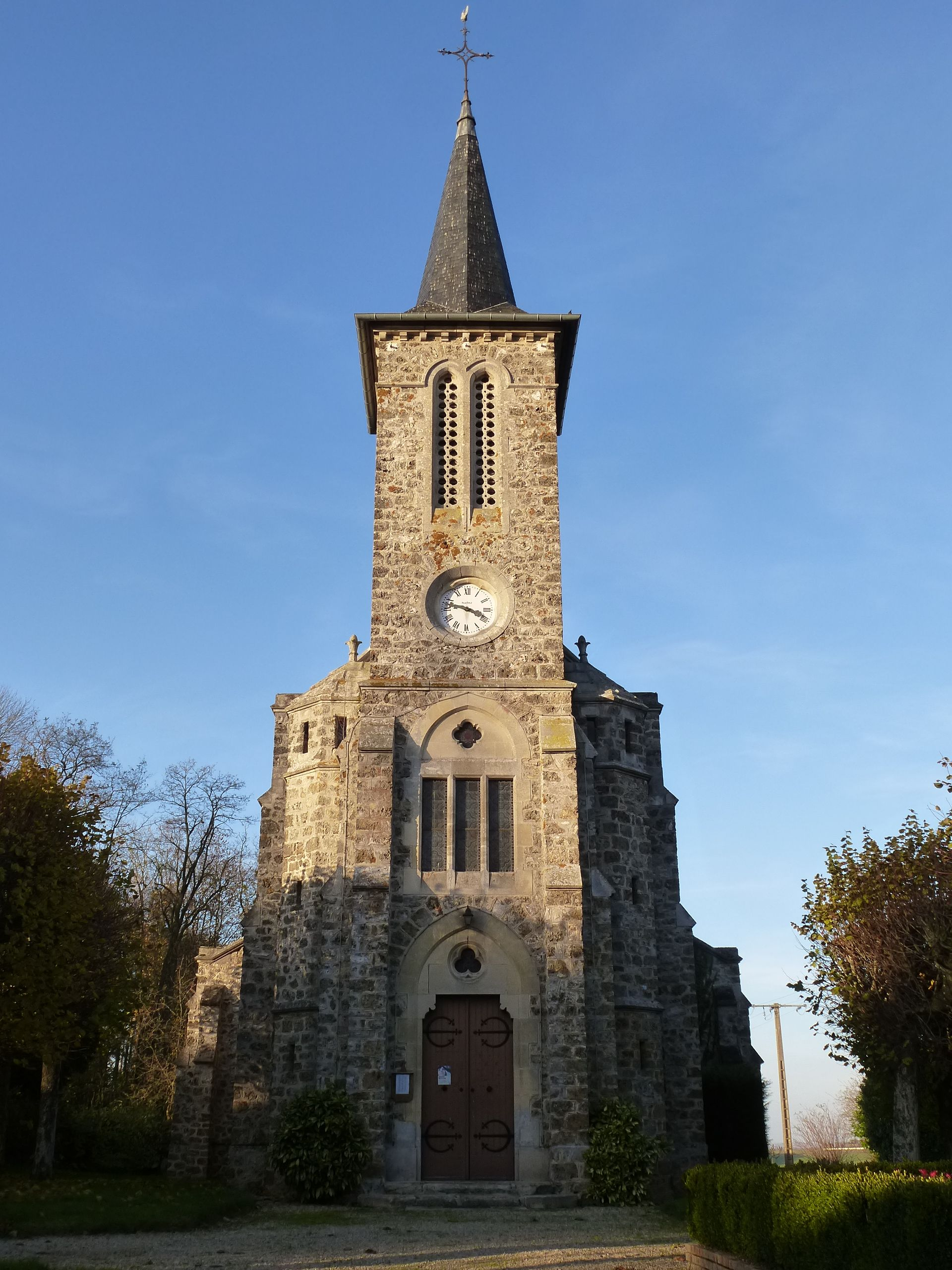
L'église Saint-Christophe.

### Lieux et monuments
- Église Saint-Christophe, XIXe siècle.
- Fontaine et chapelle Saint-Fiacre, XIXe siècle (lieu de pèlerinage).
- Château de Brinches, XVIIe et XIXe siècles.
- Forêt du Mans.

### Héraldique
| Blason de Villemareuil | Blason  | D'azur à deux épées d'or passées en sautoir.                                                         |
| Blason de Villemareuil | Détails | Armes de la famille de Buz (ou Bus), dont étaient issus d'anciens seigneurs de Villemareuil. Adopté. |